# Mexikansk trut
Mexikansk trut (Larus livens) är en vadarfågel i familjen måsfåglar som häckar lokalt i nordvästra Mexiko.

## Utseende och läten
Mexikansk trut uppnår en längd av 53-72 centimeter, medan vingbredden är 140-160 centimeter. Den är en av världens största trutar, något större än västtruten som den annars liknar, med sitt vita huvud samt sin tjocka gula näbb och skifferfärgad rygg och vingar. Benen är dock till skillnad från västtrutens gula, näbben något större, halsen något längre, något mörkare ovan och blek ögoniris (västtrutens varierar från mörk till blek). Ungfågeln, som har rosa istället för gula ben, skiljer sig från västtruten i första vinterdräkt genom ljus buk och övergump samt ljust huvud. Lätena är mycket djupare och mer nasala än västtrutens.

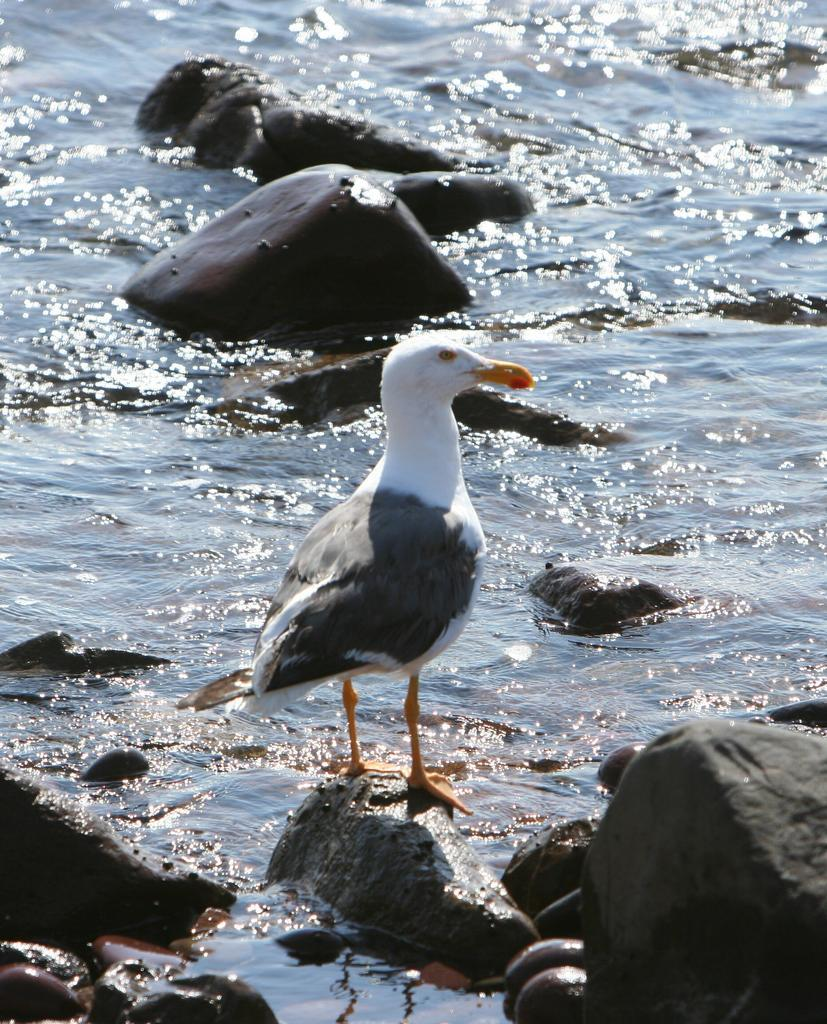

## Utbredning och systematik
Fågeln är endemisk för Mexiko där den häckar på öarna i Californiaviken. Utanför häckningstid vandrar den dels norrut till Salton Sea i södra Kalifornien (men endast mycket sällsynt till kusten), dels söderut till Sonora, sällsynt till Guerrero och Oaxaca Den behandlades tidigare som underart till västtruten (Larus occidentalis).

## Ekologi

### Häckning
Mexikansk trut häckar på sandstränder och klippstränder med ingen eller ringa växtlighet, några meter ovanför högvattenlinjen. Äggläggning inleds i början av april i kolonier som består mestadels av under 100 par. Den lägger vanligtvis tre ägg i en grop i marken som inretts med torrt växtmaterial eller sjögräs. Ungarna är flygga efter sju veckor.

### Föda
Fågeln livnär sig av småfisk, invertebrater, as, fågelungar och ägg, inklusive pelikanägg. Ibland födosöker den kring soptippar och i hamnar men flyger sällan långt inåt land.

## Status och hot
Arten har ett stort utbredningsområde och en stor population med stabil utveckling. Utifrån dessa kriterier kategoriserar IUCN arten som livskraftig (LC). Världspopulationen uppskattas till 40.000 vuxna individer.

## Namn
Fågeln har på svenska tidigare kallats californiatrut och mexikotrut.